# That's Cunning! Shijo Saidai no Sakusen?
That's Cunning! Shijo Saidai no Sakusen? (Ｔｈａｔ’ｓカンニング！史上最大の作戦？) é um filme japonês do género comédia romântica, realizado por Hiroshi Sugawara, escrito por Hiroshi Saito e protagonizado por Tatsuya Yamaguchi e Namie Amuro. Estreou-se no Japão a 10 de agosto de 1996.

## Elenco
- Tatsuya Yamaguchi como Kenji Kimura
- Namie Amuro como Morishita Yumi
- Taro Yamamoto como Rikimaru
- Naohito Fujiki como Esaki
- Takeshi Masu como Professor Yusuke Migita
- Sadatora Araki
- Masaaki Takarai
- Riki Hayama
- Naohito Fujiki
- Takeshi Masu
- Akaji Maro
- Toru Yuri
- Takashi Matsuo
- Katsuo Nakamura
- Yasuyo Shirashima